# Innopolis
Innopolis (russisch Иннополис; tatarisch Иннополис Innopolis) ist eine Stadt in Russland, die 2012 mit starker IT-Orientierung gegründet wurde und eine Sonderwirtschaftszone hat. Sie gilt als „Russlands Silicon Valley“.
Sie ist eine Satellitenstadt von Kasan, der Hauptstadt der Republik Tatarstan in Russland, und liegt etwa 23 Kilometer Luftlinie westlich von deren Zentrum auf der gegenüberliegenden, rechten Seite der Wolga. Innopolis bildet eine Stadtgemeinde (gorodskoje posselenije) im Rajon Werchneuslonski. Anfang 2019 hatte die kleinste Stadt Russlands 147 dort mit Hauptwohnsitz registrierte Einwohner, zu denen jedoch mehrere Tausend Bewohner mit Zweitwohnsitz kommen. Bis 2035 sollen hier 155 000 Menschen leben und arbeiten, die Hälfte davon IT-Spezialisten.
Die Grundsteinlegung von Innopolis als künftiger Standort eines großen Entwicklungszentrums für innovative Technologien mit Sonderwirtschaftszone sowie der Universität Innopolis erfolgte am 9. Juni 2012, die offizielle Namensverleihung war im April 2013, und seit 1. Januar 2015 besitzt der Ort die Stadtrechte.

## Sonderwirtschaftszone
Die Sonderwirtschaftszone der Stadt befindet sich in einem siebenstöckigen Bürokomplex (Glaszylinder-Form), der neben dem Universitätsgebäude liegt. Die Zone soll den angesiedelten Betrieben günstige Bedingungen für einen erfolgreichen Geschäftsbetrieb bieten, vor allem deutliche Steuervorteile.

## Infrastruktur
In Innopolis befindet sich die erste IT-Universität Russlands. Darüber hinaus gibt es in der Stadt eine Schule, ein IT-Gymnasium, einen Kindergarten, ein Fitness-Zentrum und eine Poliklinik sowie einen Supermarkt, ein Restaurant und eine Bar.

Wohnhäuser in Innopolis
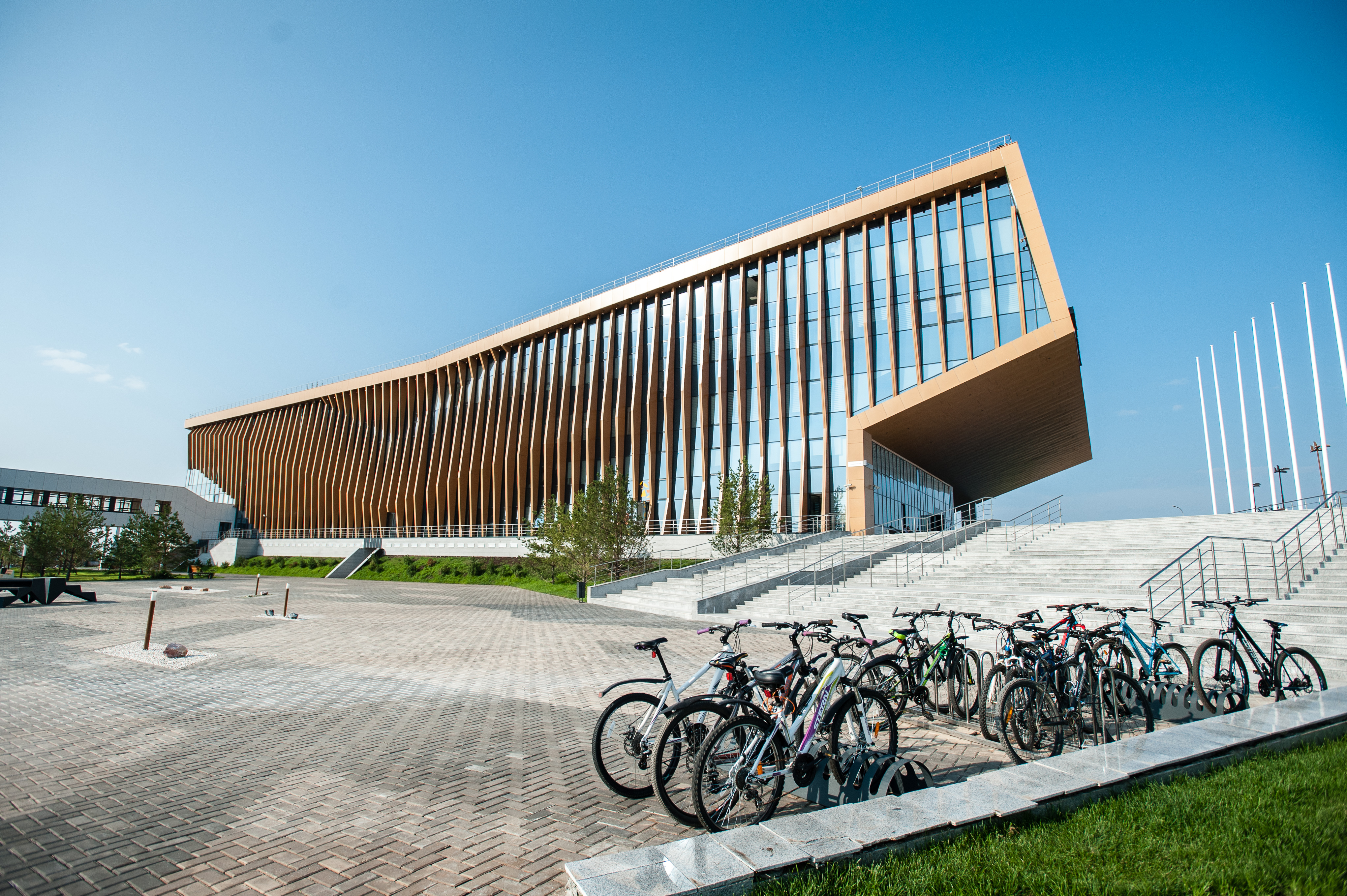
Universität Innopolis
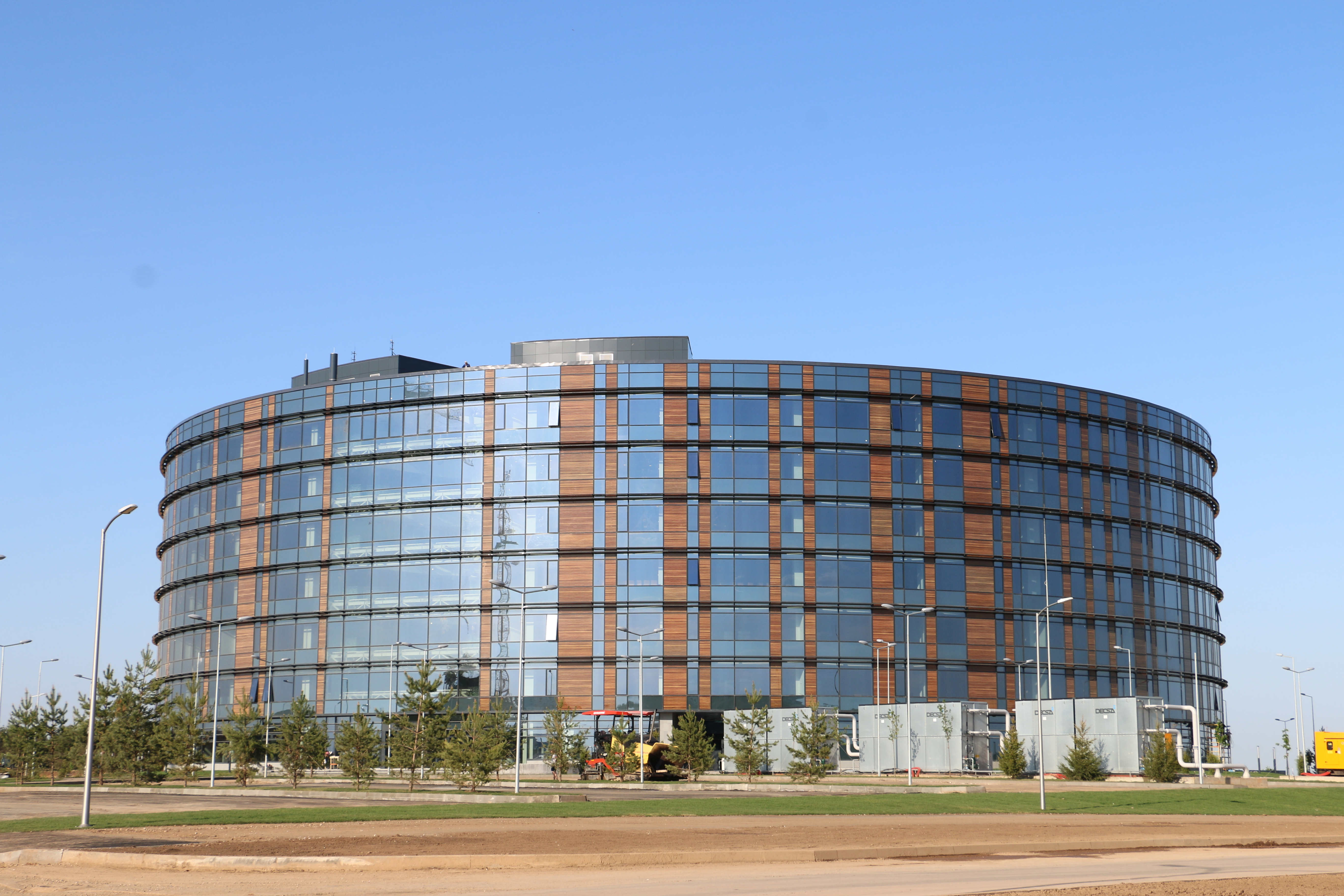
Technologiepark

## Universität
Die Universität Innopolis war die erste IT-Universität Russlands und bietet vier Masterstudiengänge an: Big Data, künstliche Intelligenz und Robotik, Softwaretechnik und Cyber Security. Die Unterrichtssprache ist Englisch. Mehr als einhundert Unternehmen finanzieren die Universität und bezahlen die Ausbildung der Studierenden. Dafür verpflichten sie sich, nach dem Abschluss ihres Studiums eineinhalb Jahre für eines dieser Unternehmen zu arbeiten.